# Lạng Sơn
Lạng Sơn là một tỉnh miền núi biên giới nằm ở vùng Đông Bắc Bộ, Việt Nam.
Theo dữ liệu Sáp nhập tỉnh, thành Việt Nam 2025, 	Lạng Sơn	có diện tích: 	8.310	km²,	xếp thứ	20; dân số:	881.384	người,	xếp thứ	31; GRDP 2024: 	49.735.616	triệu VNĐ, xếp thứ	31; thu ngân sách 2024:	10.727.290	triệu VNĐ, xếp thứ	28; thu nhập bình quân:	37,20	triệu VNĐ/năm, 	xếp thứ	29.

## Địa lý

### Vị trí
Tỉnh Lạng Sơn có toạ độ 21°19'-22°27'B, 106°06'-107°21'Đ, có vị trí địa lý:
- Phía đông giáp tỉnh Quảng Ninh và thành phố Sùng Tả, Quảng Tây, Trung Quốc
- Phía tây giáp tỉnh Thái Nguyên
- Phía nam giáp tỉnh Bắc Ninh
- Phía bắc giáp tỉnh Cao Bằng.

#### Các điểm cực của tỉnh Lạng Sơn:
- Điểm cực Bắc tại: xã Đoàn Kết.
- Điểm cực Đông tại: xã Kiên Mộc.
- Điểm cực Tây tại: bản Na Lou, xã Thiện Long.
- Điểm cực Nam tại: xã Thái Bình.

Lạng Sơn có 2 cửa khẩu quốc tế: cửa khẩu Ga đường sắt Đồng Đăng và cửa khẩu Quốc tế Hữu Nghị thuộc xã Đồng Đăng. Có 1 cửa khẩu quốc gia: Chi Ma (xã Mẫu Sơn) và nhiều lối mở biên giới với Trung Quốc.

### Địa hình

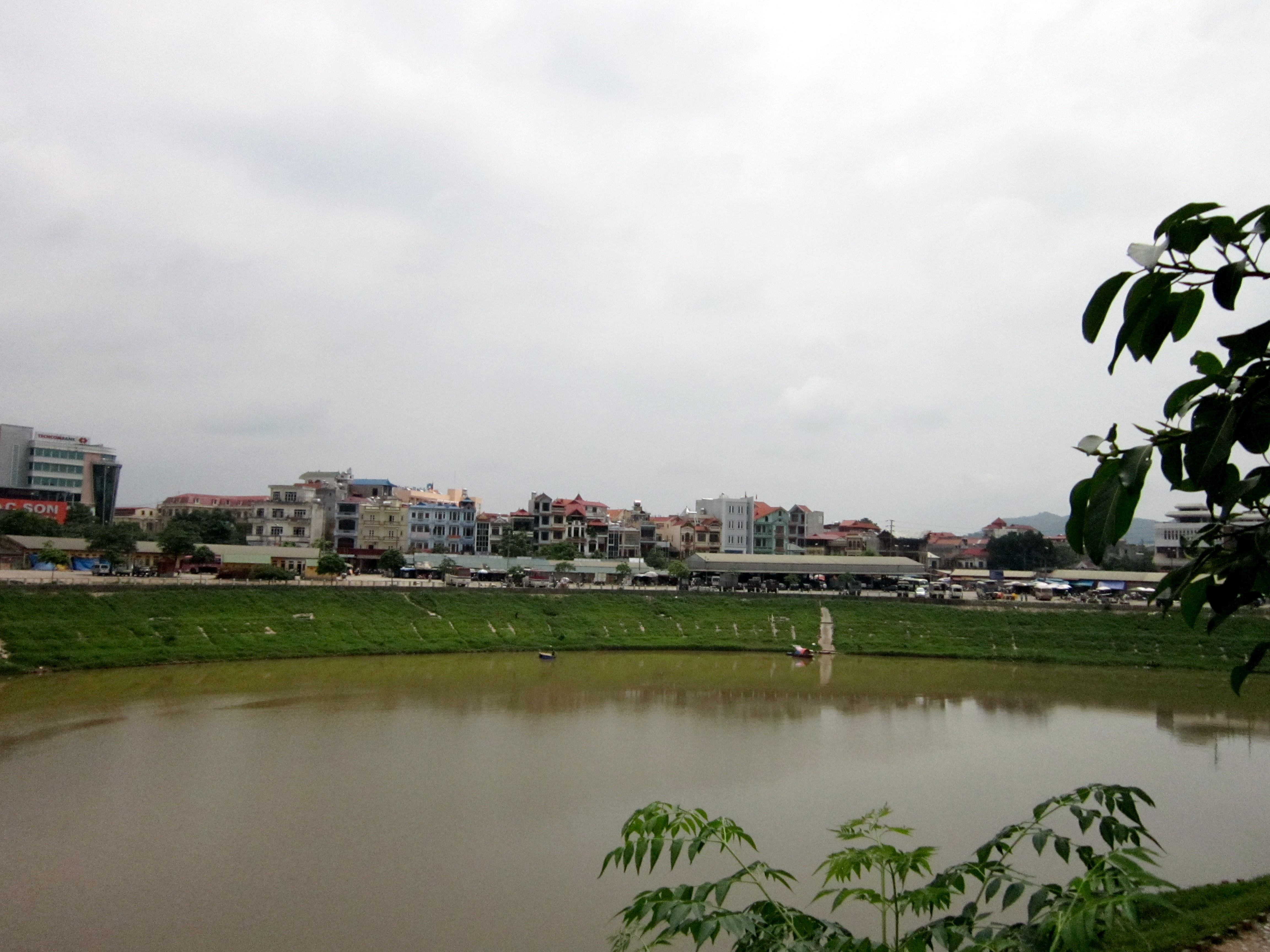
Sông Kỳ Cùng và tuyến phố nằm bên sông

Đồi núi chiếm hơn 80% diện tích cả tỉnh.
Dạng địa hình phổ biến ở Lạng Sơn là núi thấp và đồi, độ cao trung bình 252 m so với mặt nước biển. Nơi thấp nhất là 20 m ở phía Nam huyện Hữu Lũng và nơi cao nhất là núi Mẫu Sơn 1541 m. Mẫu Sơn cách thành phố Lạng Sơn 31 km về phía Đông, được bao bọc bởi nhiều ngọn núi lớn nhỏ, thỉnh thoảng có tuyết rơi vào mùa đông.

### Khí hậu, thời tiết
Khí hậu của Lạng Sơn thể hiện rõ nét khí hậu cận nhiệt đới ẩm của miền Bắc Việt Nam. Khí hậu phân mùa rõ rệt, ở các mùa khác nhau nhiệt độ phân bố không đồng đều do sự phức tạp của địa hình miền núi và sự biến tính nhanh chóng của không khí lạnh trong quá trình di chuyển ở vùng nội chí tuyến đã gây nên những chênh lệch đáng kể trong chế độ nhiệt giữa các vùng.
- Nhiệt độ trung bình năm: 17-23 °C
- Lượng mưa trung bình hàng năm: 1200–1600 mm. Lạng Sơn là khu vực có tổng lượng trung bình năm thấp nhất khu vực bắc bộ. Khu vực thành phố Lạng Sơn trở sang đến khu vực Đình Lập lượng mưa trung bình ở các trạm quan trắc thường dưới 1400 mm.
- Độ ẩm tương đối trung bình năm: 80 - 85%
- Lượng mây trung bình năm khoảng 7,5/10 bầu trời
- Số giờ nắng trung bình khoảng 1500 - 1700 giờ (tăng dần từ tây sang đông).

Hướng gió và tốc độ gió của Lạng Sơn vừa chịu sự chi phối của yếu tố hoàn lưu và địa hình. Mùa lạnh thịnh hành gió Bắc, mùa nóng thịnh hành gió Nam và Đông Nam. Tốc độ gió nói chung không lớn, trung bình 0,8–2 m/s song phân hoá không đều giữa các vùng trong tỉnh.

### Hệ thống sông ngòi
- Sông Kỳ Cùng: bắt nguồn từ vùng núi Bắc Xa cao 1166 m thuộc huyện Đình Lập, tỉnh Lạng Sơn; dài 243 km; diện tích lưu vực khoảng 6660 km², hầu hết thuộc địa bàn tỉnh Lạng Sơn. Đây là con sông duy nhất ở miền Bắc Việt Nam chảy theo hướng Đông Nam - Tây Bắc, từ nơi bắt nguồn qua các huyện Đình Lập, Lộc Bình, Cao Lộc, Thành phố Lạng Sơn, Văn Lãng, Tràng Định và chảy theo hướng Đông nhập vào hệ thống sông Tây Giang thuộc Khu tự trị Choang Quảng Tây, Trung Quốc. Do vậy mảnh đất xứ Lạng còn được gọi là "nơi dòng sông chảy ngược".
- Sông Bản Thín, phụ lưu của sông Kỳ Cùng, chiều dài 52 km, diện tích lưu vực: 320 km², bắt nguồn từ vùng núi cao thuộc huyện Ninh Minh, Quảng Tây (Trung Quốc) chảy vào nước ta ở xã Tam Gia huyện Lộc Bình; nhập vào sông Kỳ Cùng tại xã Khuất Xá huyện Lộc Bình (Trong các tài liệu và Maps đang nói về con sông này có tên là Ba Thín. Thực tế tên nó là Sông Bản Thín, đặt tên chung đoạn qua thôn Bản Thín, xã Tú Mịch, huyện Lộc Bình).
- Sông Bắc Giang, phụ lưu lớn nhất của sông Kỳ Cùng: bắt nguồn từ vùng núi xã Xuân Dương, huyện Na Rì, tỉnh Bắc Kạn, dài 114 km, diện tích lưu vực 2670 km², nhập vào sông Kỳ Cùng tại huyện Tràng Định.
- Sông Bắc Khê, phụ lưu của sông Kỳ Cùng, dài 54 km, diện tích lưu vực 801 km², thuộc huyện Tràng Định.
- Sông Thương là sông lớn thứ 2 của tỉnh Lạng Sơn, bắt nguồn từ dãy núi Na Pa Phước (huyện Chi Lăng) chảy trong máng trũng Mai Sao - Chi Lăng và chảy vào địa phận tỉnh Bắc Giang, dài 157 km, diện tích lưu vực: 6640 km²
- Sông Hoá, phụ lưu của sông Thương, dài 47 km, diện tích lưu vực: 385 km²
- Sông Trung, phụ lưu của sông Thương, bắt nguồn từ vùng núi phía đông huyện Võ Nhai tỉnh Thái Nguyên, dài 35 km; diện tích lưu vực: 1270 km² (Cũng có tài liệu viết dòng sông này là dòng chính của sông Thương, ngược lại dòng bắt nguồn từ huyện Chi lăng là phụ lưu). Sông Trung với lưu vực chủ yếu là vùng núi đá vôi thuộc vòng cung Bắc Sơn nên nước thường xuyên trong xanh. Còn nhánh còn lại lưu vực một phần là núi đất nên khi mưa lũ dòng chảy đục có màu đỏ dài ngày hơn. Từ đây dòng sông Thương mới có bên trong bên đục khi hai dòng hợp lưu tại xã Hồ Sơn, Hữu Lũng trở đi đến địa đầu tỉnh Bắc Giang.
- Ngọn nguồn dòng chính sông Lục Nam bắt nguồn từ huyện Đình Lập.
- Một phụ lưu của sông Lục Nam là sông Cẩm Đàn bắt nguồn từ các xã phía Nam huyện Lộc Bình.

## Hành chính
Tỉnh Lạng Sơn có 65 đơn vị hành chính cấp xã, bao gồm 4 phường và 61 xã.
| Tên           | Diện tích (km²) | Dân số (người) |
| ------------- | --------------- | -------------- |
| Phường (04)   |                 |                |
| Đông Kinh     | 54,71           | 50.436         |
| Kỳ Lừa        | 61,70           | 41.624         |
| Lương Văn Tri | 31,76           | 23.136         |
| Tam Thanh     | 27,35           | 30.301         |
| Xã (61)       |                 |                |
| Ba Sơn        | 154,96          | 10.416         |
| Bắc Sơn       | 80,46           | 16.907         |
| Bằng Mạc      | 117,82          | 13.647         |
| Bình Gia      | 104,98          | 15.008         |
| Cai Kinh      | 105,56          | 12.027         |
| Cao Lộc       | 103,86          | 6.920          |
| Châu Sơn      | 301,31          | 5.948          |
| Chi Lăng      | 80,74           | 28.192         |
| Chiến Thắng   | 114,27          | 11.563         |
| Công Sơn      | 84,74           | 6.506          |
| Điềm He       | 103,12          | 11.340         |

| Tên           | Diện tích (km²) | Dân số (người) |
| ------------- | --------------- | -------------- |
| Đình Lập      | 164,66          | 9.916          |
| Đoàn Kết      | 156,29          | 3.777          |
| Đồng Đăng     | 91,57           | 24.976         |
| Hoa Thám      | 151,78          | 6.131          |
| Hoàng Văn Thụ | 114,50          | 18.116         |
| Hội Hoan      | 117,43          | 7.479          |
| Hồng Phong    | 132,98          | 6.885          |
| Hưng Vũ       | 133,24          | 12.122         |
| Hữu Liên      | 122,56          | 8.754          |
| Hữu Lũng      | 52,87           | 30.848         |
| Kháng Chiến   | 142,00          | 5.684          |
| Khánh Khê     | 93,64           | 13.373         |
| Khuất Xá      | 124,91          | 9.283          |
| Kiên Mộc      | 417,78          | 7.976          |
| Lộc Bình      | 79,15           | 23.316         |
| Lợi Bác       | 139,11          | 7.163          |
| Mẫu Sơn       | 136,04          | 9.655          |

| Tên        | Diện tích (km²) | Dân số (người) |
| ---------- | --------------- | -------------- |
| Na Dương   | 109,91          | 24.369         |
| Na Sầm     | 94,47           | 14.117         |
| Nhân Lý    | 126,86          | 11.077         |
| Nhất Hòa   | 143,72          | 11.400         |
| Quan Sơn   | 138,05          | 7.100          |
| Quốc Khánh | 168,15          | 13.962         |
| Quốc Việt  | 117,97          | 5.906          |
| Quý Hòa    | 130,28          | 3.001          |
| Tân Đoàn   | 100,41          | 10.589         |
| Tân Thành  | 121,93          | 20.474         |
| Tân Tiến   | 213,39          | 6.506          |
| Tân Tri    | 137,61          | 11.485         |
| Tân Văn    | 112,06          | 9.497          |
| Thái Bình  | 305,25          | 8.346          |
| Thất Khê   | 100,52          | 20.153         |
| Thiện Hòa  | 160,31          | 6.771          |
| Thiện Long | 167,26          | 5.774          |

| Tên         | Diện tích (km²) | Dân số (người) |
| ----------- | --------------- | -------------- |
| Thiện Tân   | 93,07           | 14.827         |
| Thiện Thuật | 134,50          | 7.305          |
| Thống Nhất  | 190,61          | 14.336         |
| Thụy Hùng   | 108,76          | 6.890          |
| Tràng Định  | 118,41          | 11.529         |
| Tri Lễ      | 131,28          | 10.071         |
| Tuấn Sơn    | 111,21          | 20.611         |
| Văn Lãng    | 132,28          | 7.689          |
| Vạn Linh    | 126,54          | 14.197         |
| Vân Nham    | 81,22           | 19.497         |
| Văn Quan    | 87,57           | 9.955          |
| Vũ Lăng     | 112,27          | 13.562         |
| Vũ Lễ       | 92,10           | 12.944         |
| Xuân Dương  | 206,70          | 6.621          |
| Yên Bình    | 119,22          | 14.813         |
| Yên Phúc    | 117,93          | 16.585         |

## Lịch sử

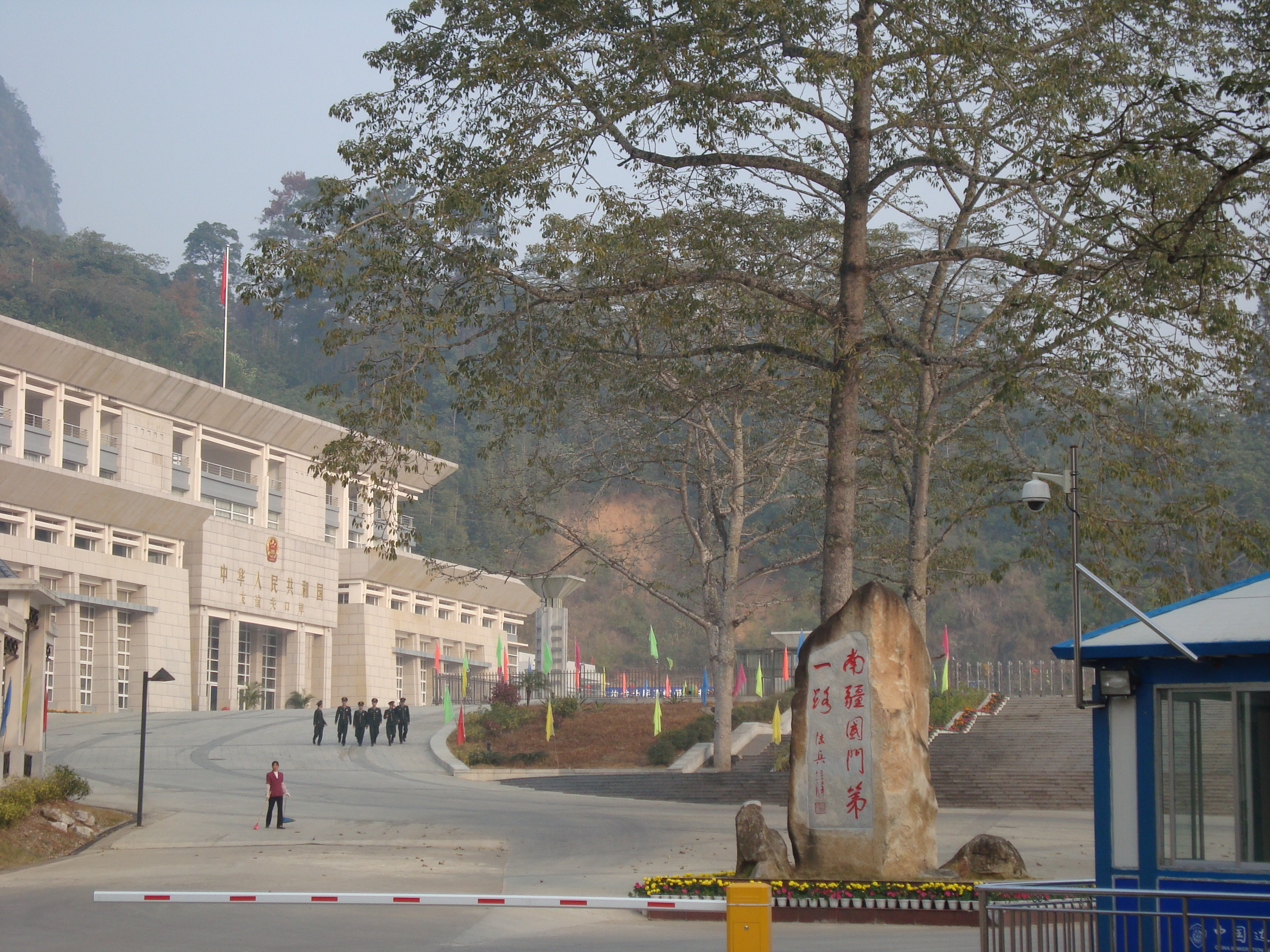
Hữu Nghị Quan

Sau khi Thăng Long thất thủ năm 1592, nhà Mạc chạy về Cao Bằng. Trong thời gian từ 1593 - 1677 đã xây dựng thành nhà Mạc tại Lạng Sơn để chống lại tiến công của Nhà Lê - Trịnh.

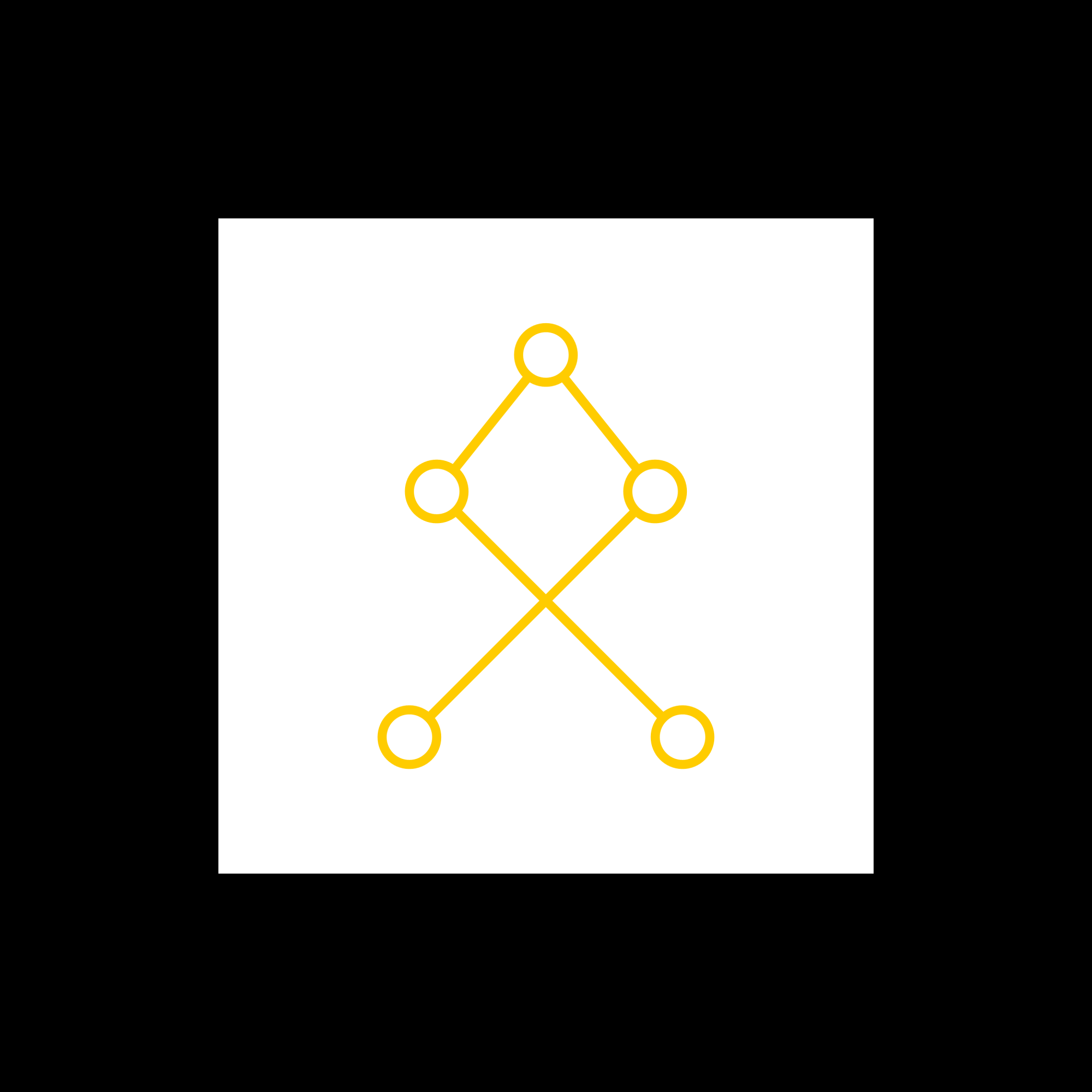
Cờ tỉnh Lạng Sơn thời Nhà Nguyễn

Lạng Sơn là 1 trong 13 tỉnh được vua Minh Mạng thành lập đầu tiên ở Bắc Kỳ (1831). Khi mới thành lập, tỉnh Lạng Sơn bao gồm 1 phủ là phủ Trường Khánh (Tràng Khánh) và 7 châu: Ôn Châu, Thất Tuyền, Lộc Bình, Thoát Lãng, Yên Bác, Văn Quan và Văn Uyên. Năm Minh Mạng thứ 15 (1834), đổi các châu Yên Bác, Văn Quan, Thất Tuyền thành các huyện. Đến năm Minh Mạng thứ 17 (1836), đặt thêm phủ Tràng Định. Từ đó, tỉnh Lạng Sơn có 2 phủ là phủ Tràng Khánh và phủ Tràng Định.

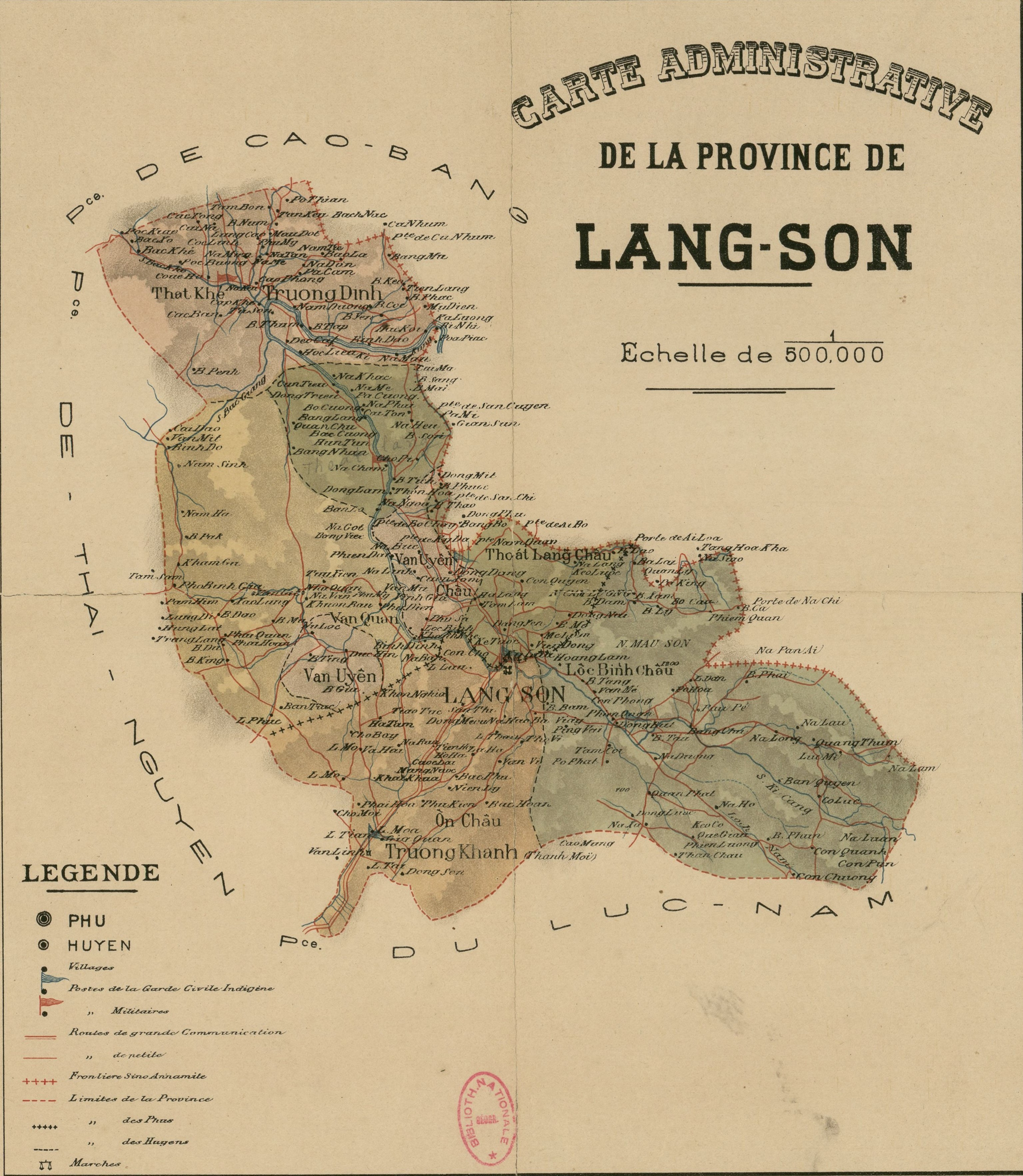
Bản đồ tỉnh Lạng Sơn năm 1891

Từ ngày 9 tháng 9 năm 1891 đến ngày 20 tháng 6 năm 1905, Lạng Sơn là Đạo quan binh (chỉ huy trưởng đầu tiên là Servière) sau đó lại tái lập tỉnh. Công sứ đầu tiên ở Lạng Sơn là Hocquart.

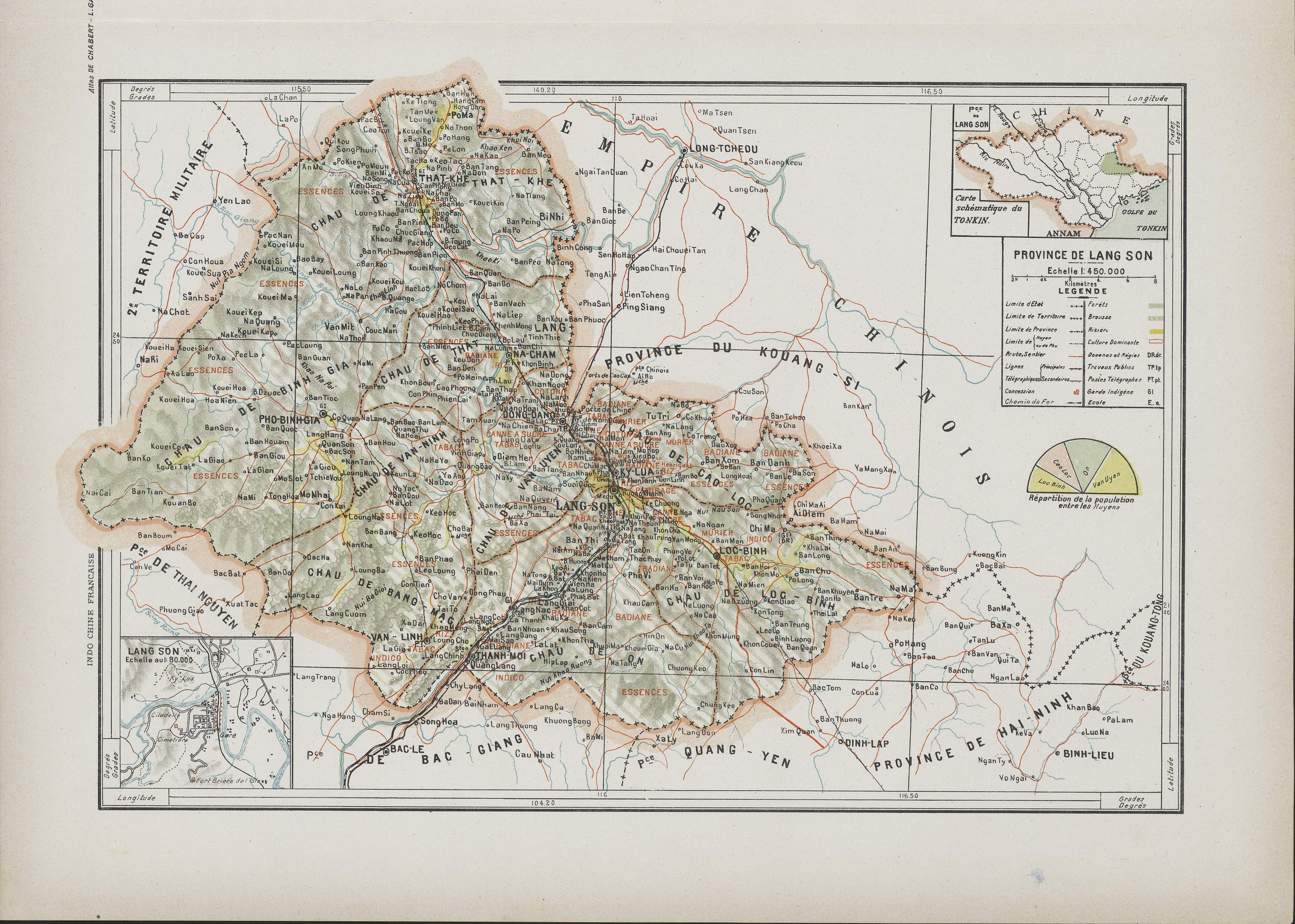
Bản đồ tỉnh Lạng Sơn năm 1909

Trong kháng chiến chống Pháp, Lạng Sơn thuộc Liên khu Việt Bắc.
Sau năm 1945, tỉnh Lạng Sơn có thị xã Lạng Sơn và 10 huyện: Bằng Mạc, Bắc Sơn, Bình Gia, Cao Lộc, Điềm He, Lộc Bình, Ôn Châu, Thoát Lãng, Tràng Định, Văn Uyên.
Tháng 7 năm 1947, Khu ủy 12 quyết định tạm thời chuyển huyện Lộc Bình về tỉnh Hải Ninh quản lý. Tuy nhiên, đến ngày 7 tháng 6 năm 1949, huyện Lộc Bình được sáp nhập trở lại tỉnh Lạng Sơn.
Ngày 1 tháng 7 năm 1956, huyện Hữu Lũng của tỉnh Bắc Giang được sáp nhập vào tỉnh Lạng Sơn thuộc Khu tự trị Việt Bắc (được thành lập cùng ngày). Khu tự trị Việt Bắc tồn tại đến ngày 27 tháng 12 năm 1975.
Ngày 16 tháng 12 năm 1964, huyện Điềm He cùng 6 xã của huyện Bằng Mạc hợp nhất thành huyện mới Văn Quan; huyện Ôn Châu cùng 8 xã còn lại của huyện Bằng Mạc hợp nhất thành huyện mới Chi Lăng; 2 huyện Văn Uyên và Thoát Lãng hợp nhất thành huyện Văn Lãng.
Từ ngày 27 tháng 12 năm 1975 đến ngày 29 tháng 12 năm 1978 nhập với tỉnh Cao Bằng thành tỉnh Cao Lạng.
Ngày 29 tháng 12 năm 1978, tái lập tỉnh Lạng Sơn, đồng thời sáp nhập huyện Đình Lập của tỉnh Quảng Ninh về tỉnh Lạng Sơn vừa tái lập.
Ngày 17 tháng 10 năm 2002, chuyển thị xã Lạng Sơn thành thành phố Lạng Sơn. Tỉnh Lạng Sơn có 1 thành phố và 10 huyện như hiện nay.
Ngày 25 tháng 3 năm 2019, thành phố Lạng Sơn được công nhận là đô thị loại II trực thuộc tỉnh Lạng Sơn.

## Giao thông
Có Quốc lộ 1, quốc lộ 1B, quốc lộ 3B, quốc lộ 31, quốc lộ 4A, quốc lộ 4B, quốc lộ 279, đường cao tốc Bắc Giang – Lạng Sơn, đường cao tốc Đồng Đăng – Trà Lĩnh, đường sắt Hà Nội – Đồng Đăng, sông Kỳ Cùng đi qua.

## Dân cư

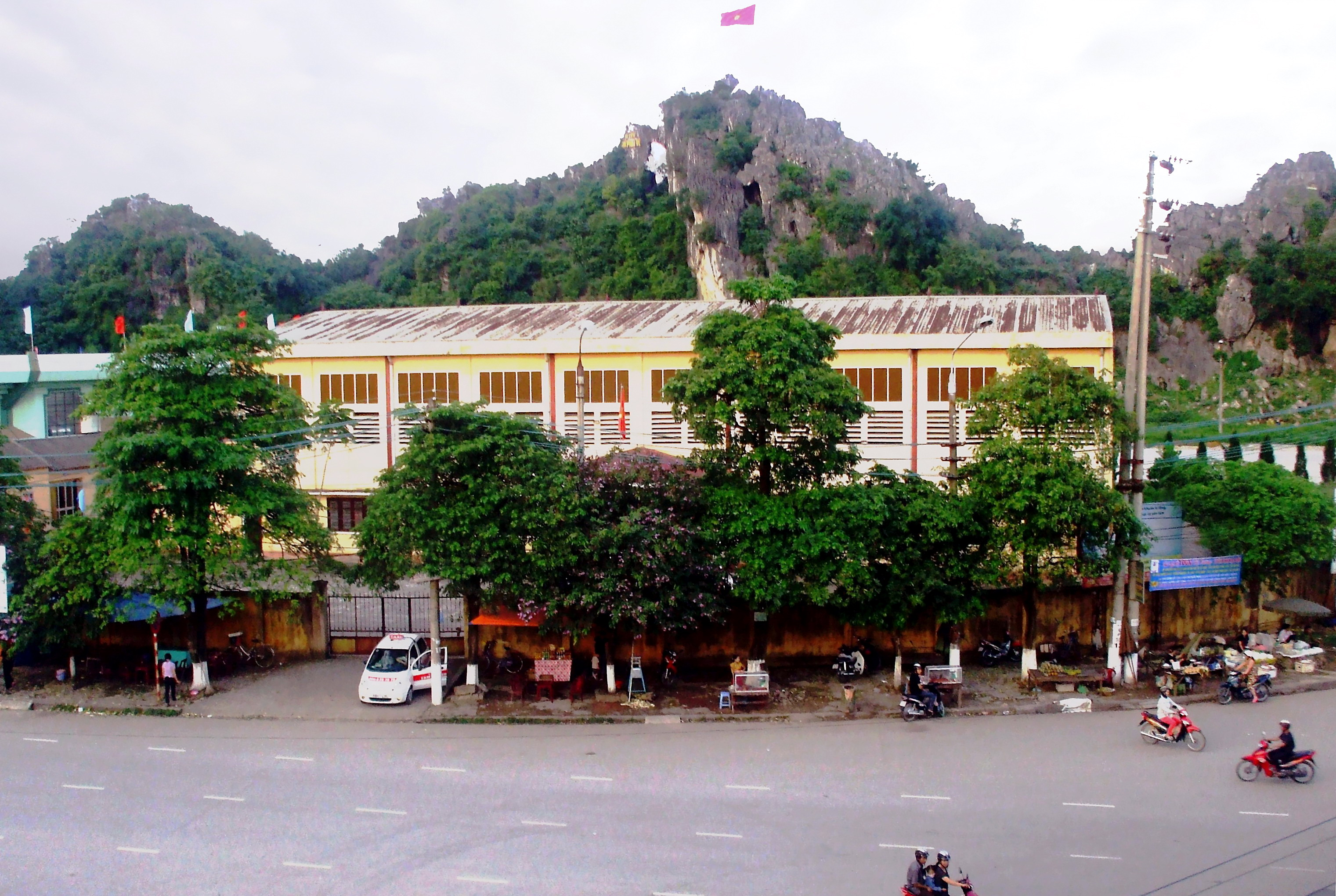
Một con đường tại trung tâm thành phố Lạng Sơn

Dân số 781.655 người (điều tra dân số ngày 1 tháng 4 năm 2019); có 7 dân tộc chính, trong đó dân tộc Nùng 42,97%, Tày 35,92%, Kinh 16,5%, còn lại là các dân tộc Dao, Hoa, Sán Chay, H'Mông, khác: 4,61%. Dân số sống ở đô thị 23,6%; dân số sống ở nông thôn 76,4%.
Tính đến ngày 1 tháng 4 năm 2019, toàn tỉnh có 7 tôn giáo khác nhau với 14.663 tín đồ, nhiều nhất là đạo Tin Lành đạt 9.226 người, tiếp theo là Công giáo có 4.960 người, Phật giáo có 460 người. Còn lại các tôn giáo khác như Minh Lý đạo có 6 người, Hồi giáo có 5 người, Tịnh độ cư sĩ Phật hội Việt Nam có 3 người, Phật giáo Hòa Hảo có 2 người và 1 người theo đạo Cao Đài.

## Kinh tế
Trong bảng xếp hạng về Chỉ số năng lực cạnh tranh cấp tỉnh của Việt Nam năm 2011, tỉnh Lạng Sơn xếp ở vị trí thứ 53/63 tỉnh thành.

## Văn hóa

### Văn học

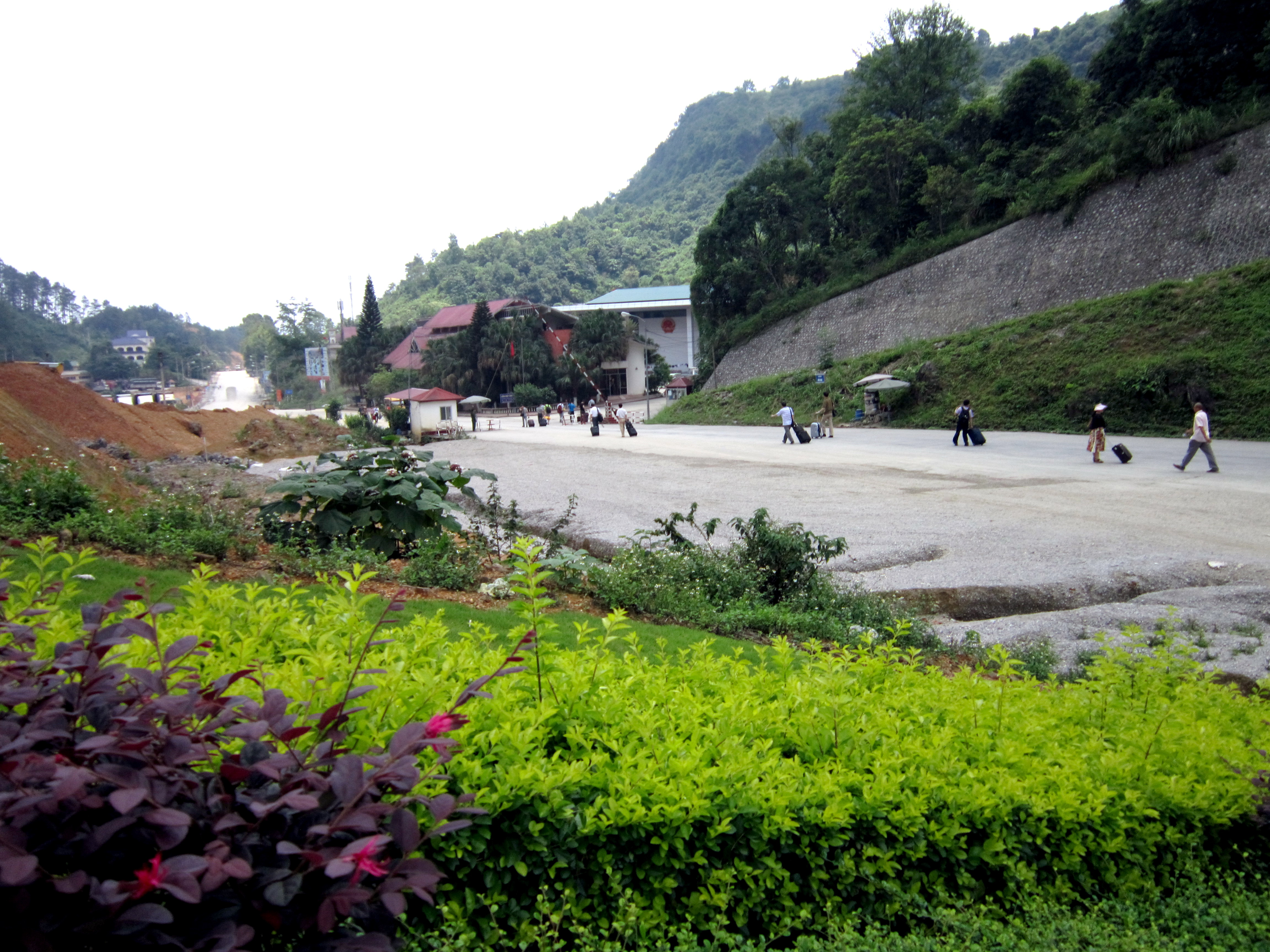
Du khách đi qua Hữu Nghị Quan

Lạng Sơn có nhiều thắng cảnh nổi tiếng, được nhắc đến nhiều trong thi ca Việt Nam, ví dụ như bài ca dao truyền khẩu dưới đây:
Đồng Đăng có phố Kỳ Lừa
Có nàng Tô Thị, có chùa Tam Thanh
Ai lên xứ Lạng cùng anh
Bõ công bác mẹ sinh thành ra em
Tay cầm bầu rượu nắm nem
Mải vui quên hết lời em dặn dò.

### Du lịch
Lạng Sơn là tỉnh biên giới có nhiều danh lam thắng cảnh, non nước hữu tình, nhiều di tích lịch sử cùng với những phong tục mang đậm bản sắc dân tộc. Tỉnh có di tích văn hóa khảo cổ Bắc Sơn, văn hóa Mai Pha. Nhiều danh thắng đã đi vào thơ ca rất tự nhiên trong lòng người dân Việt Nam:
Đồng Đăng có phố Kỳ Lừa,
Có nàng Tô Thị, có chùa Tam Thanh.
Hay câu thơ:
Ai lên xứ Lạng cùng anh,
Bõ công bác mẹ sinh thành ra ta.
Một số địa điểm du lịch văn hóa, tâm linh, lịch sử, danh thắng ở Lạng Sơn:
- Cụm danh thắng chùa và động Tam Thanh (thành phố Lạng Sơn). Chùa xây dựng từ thời Hậu Lê, lòng động có chiều dài 50 m. Chùa động Tam Thanh là một trong Trấn Doanh Bát Cảnh của xứ Lạng.
- Đền Bắc Lệ (huyện Hữu Lũng) thờ Bà chúa thượng ngàn (nữ thần núi) và các cô, các cậu trong tục thờ Mẫu cộng đồng. Đây cũng là điểm thu hút du khách tới lễ Mẫu và vãn cảnh.
- Núi Vọng Phu, thành cổ nhà Mạc, chùa Nhất Thanh, Chùa Tam Giáo và động Nhị Thanh đều là những thắng cảnh đẹp ở thành phố Lạng Sơn (gần cụm danh thắng chùa động Tam Thanh).
- Hội chợ Kỳ Lừa (thành phố Lạng Sơn) là điểm dừng chân của nhiều du khách khi đến với xứ Lạng.
- Chùa, động và giếng Tiên (thành phố Lạng Sơn) gắn liền với sự tích li kỳ "Tiên ông giáng trần" sau được suy tôn là Thần nông.
- Đền Kỳ Cùng và chùa Diên Khánh (thành phố Lạng Sơn) nằm gần đối diện nhau bên bờ sông Kỳ Cùng, con sông chảy ngược về Trung Quốc.
- Di tích Bắc Sơn (huyện Bắc Sơn). Đây là nơi phát hiện ra nhiều tư liệu khảo cổ xác định Nền văn hóa Bắc Sơn thuộc thời đồ đá sơ kỳ. Các nhà khảo cổ đã tìm ra nhiều công cụ đá và nhiều di chỉ về sự cư trú của người Việt cổ trong các hang động núi đá vôi ở Bắc Sơn.
- Ải Chi Lăng (huyện Chi Lăng). Ít ai biết rằng trên tuyến đường Hà Nội - Lạng Sơn đoạn đi qua ải Chi Lăng lại là nơi đã rất nhiều lần làm mồ chôn quân giặc. Địa điểm này có ý nghĩa về lịch sử dân tộc.
- Núi Mẫu Sơn (huyện Cao Lộc) nằm ở độ cao 1541 m đây là địa điểm lý tưởng cho các chuyến du lịch, phượt hay dã ngoại với khí hậu ôn hòa mát mẻ về mùa hè. Mùa đông ở đây đôi khi có tuyết rơi.
- Đồng Đăng, 1 thị trấn và cũng là 1 địa chỉ mà du khách thường dừng chân khi đến với mảnh đất Lạng Sơn.
- Chợ và cửa khẩu Tân Thanh (huyện Văn Lãng) là nơi tham quan, ngắm cảnh và mua sắm nơi biên cương của Tổ quốc.

### Ẩm thực
Đặc sản, ẩm thực như: Nem nướng Hữu Lũng, bánh chưng đen Bắc Sơn, mắc mật, rượu Mẫu Sơn, khâu nhục, hồng Bảo Lâm, vịt quay lá mắc mật, bánh ngải Mai Pha, quýt vàng Bắc Sơn, phở chua Lạng Sơn, bánh giò gấc Trấn Yên, thạch đen Tràng Định, ốc núi Hữu Liên, bánh coóng phù, bánh bí đỏ, lợn quay nguyên con lá mắc mật, trám đen Văn Quan, cao khô Vạn Linh, rượu mía Nà Rọ, củ gió, gà sáu cựa bản Khao, bánh khảo Tràng Định, chanh rừng Mẫu Sơn, bánh khẩu sli Cao Lộc, rau sau sau, tôm rừng, trà hoa vàng, cao khô chợ Bái, hạt dẻ Văn Lãng, gà vàng Vạn Linh, gừng đá, đào Mẫu Sơn, hoa hồi Văn Quan, cải làn Cao Lộc, bánh cuốn trứng Lạng Sơn, chè xanh Đình Lập, củ dong Tràng Phái, xôi lá cẩm, phở vịt quay, bánh áp chao, na dai Đồng Bành, bánh pẻng khua Tràng Định, lạp xưởng nhồi, rau bò khai, bánh mì nướng Lạng Sơn, ếch hương Mẫu Sơn, măng ớt ngâm quả mắc mật, bánh cao sằng, ba kích Đình Lập, mắc mật.

### Lễ hội
Theo số liệu khảo sát của Sở Văn hóa - Thông tin Lạng Sơn, đến năm 2003, Lạng Sơn có trên 365 lễ hội dân gian với tính chất, quy mô lớn, nhỏ khác nhau. Các lễ hội tiêu biểu như:
- Lễ hội Lồng Tồng: được tổ chức vào ngày 4 tháng giêng âm lịch hàng năm, một trong những lễ hội lớn nhất vùng với nghi lễ tín ngưỡng cầu thành hoàng và thần nông. Qua khảo sát sơ bộ của ngành văn hoá - thông tin Lạng Sơn, toàn tỉnh có khoảng hơn 200 lễ hội Lồng Tồng với quy mô tổ chức theo một thôn, bản, một xã, một khu vực hay vài xã.
- Lễ hội Bủng Kham: được tổ chức vào ngày 12 tháng giêng âm lịch hàng năm ở thôn Nà Phái, xã Đại Đồng, huyện Tràng Định. Tương truyền, Bủng Kham là nơi vui chơi giải trí của thần tiên.
- Lễ hội Pác Mòng: được tổ chức vào ngày 5 tháng giêng âm lịch hàng năm với quy mô lớn ở thành phố Lạng Sơn. Đình Pác Mòng thờ vua Đinh Tiên Hoàng và các tướng lĩnh nhà Đinh đã từng lên đánh giặc phương Bắc và dẹp loạn biên giới thời xưa. Nhiều đời sau, dân trong vùng tưởng nhớ công lao của triều vua Đinh đã cùng nhau góp tiền của công sức, lập đình thờ phụng.
- Lễ hội Nàng Hai: được tổ chức vào ngày 4 tháng 2 âm lịch hàng năm ở bản Nà Cạo, xã Chí Minh, huyện Tràng Định để cầu khấn các nàng tiên phù hộ cho một năm mưa thuận gió hòa, cầu cho mùa màng tươi tốt bội thu, cuộc sống yên vui.
- Lễ hội Ná Nhèm là nghi thức, nghi lễ thờ cúng thành hoàng làng gắn liền với sự tích đánh giặc, giữ làng của người Tày (Trấn Yên).
- Lễ hội đầu pháo Kỳ Lừa: Tổ chức từ ngày 22 đến 27 tháng riêng âm lịch tại đền Tả Phủ, chợ Kỳ Lừa, xã Hoàng Văn Thụ, thành phố Lạng Sơn.
- Lễ hội đền Bắc Lệ là tín ngưỡng thờ Mẫu điển hình, được tổ chức trong vòng 3 ngày từ ngày 18 đến ngày 20 tháng 9 âm lịch hàng năm. Lễ hội gồm có các phần lễ chính như lễ tắm ngai, lễ chính tiệc, lễ rước. Lễ tắm ngai diễn ra trước lễ rước.

## Hình ảnh

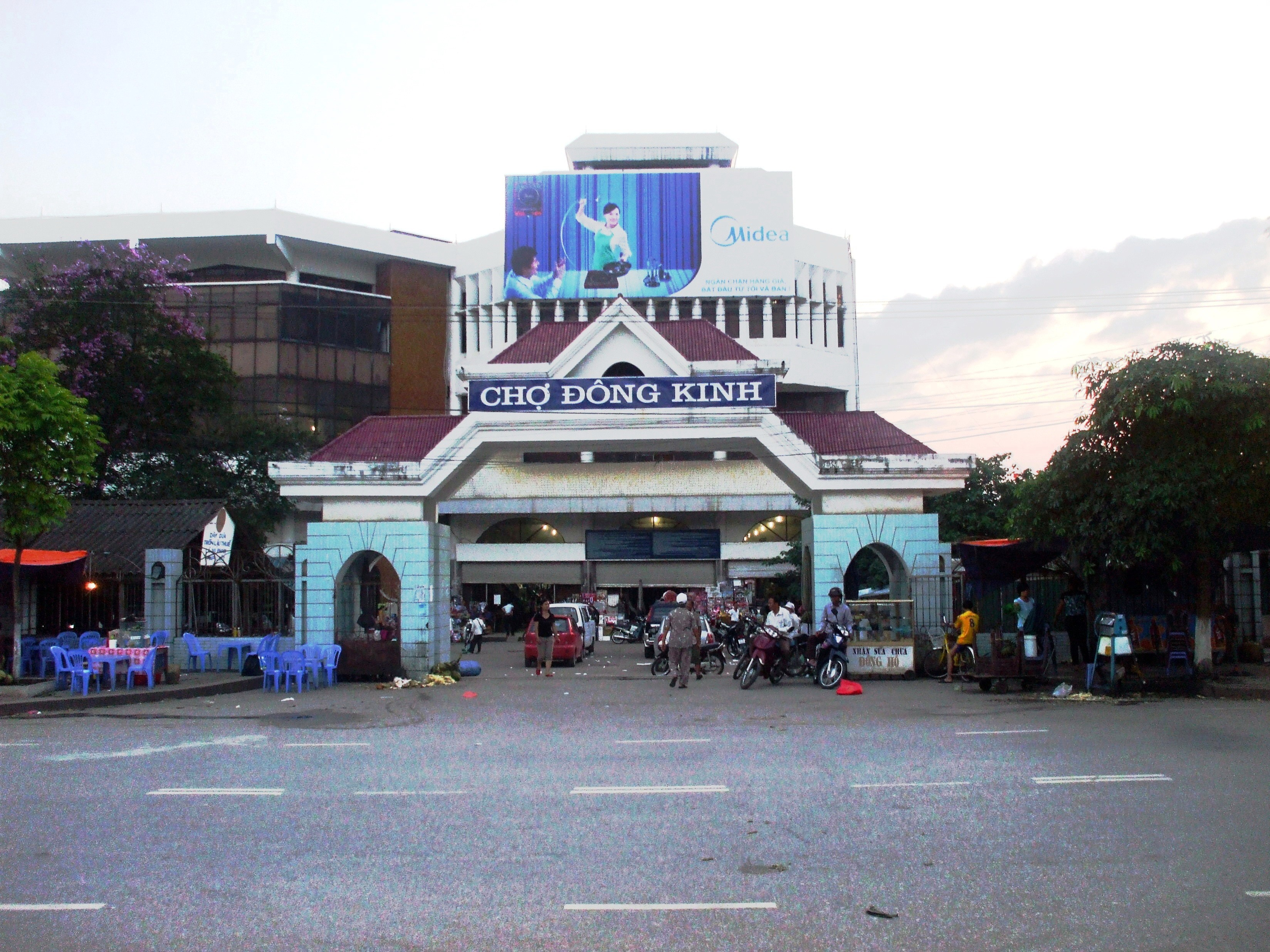
Chợ Đông Kinh ở thành phố Lạng Sơn
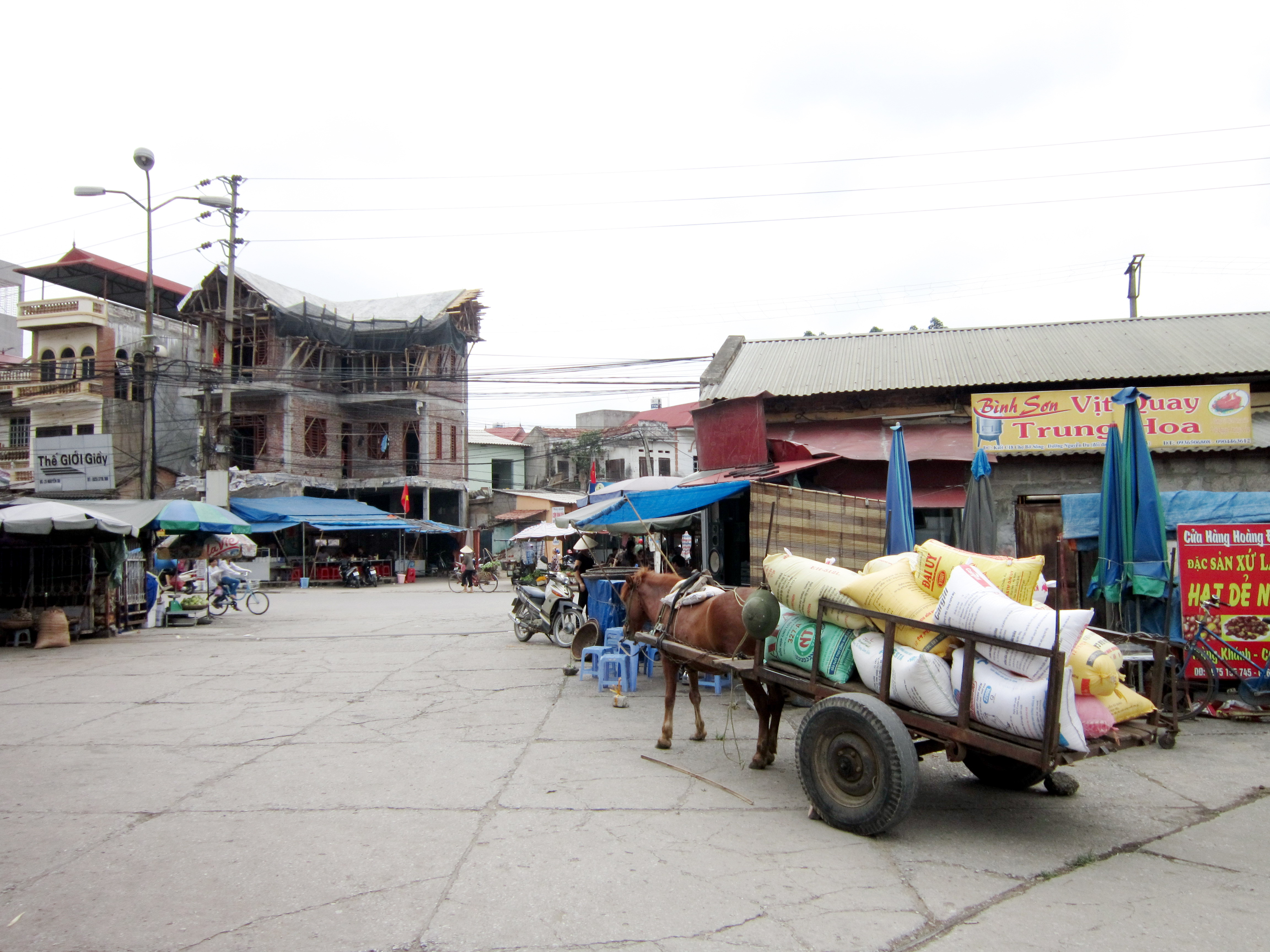
Khu vực bến xe chợ Đông Kinh
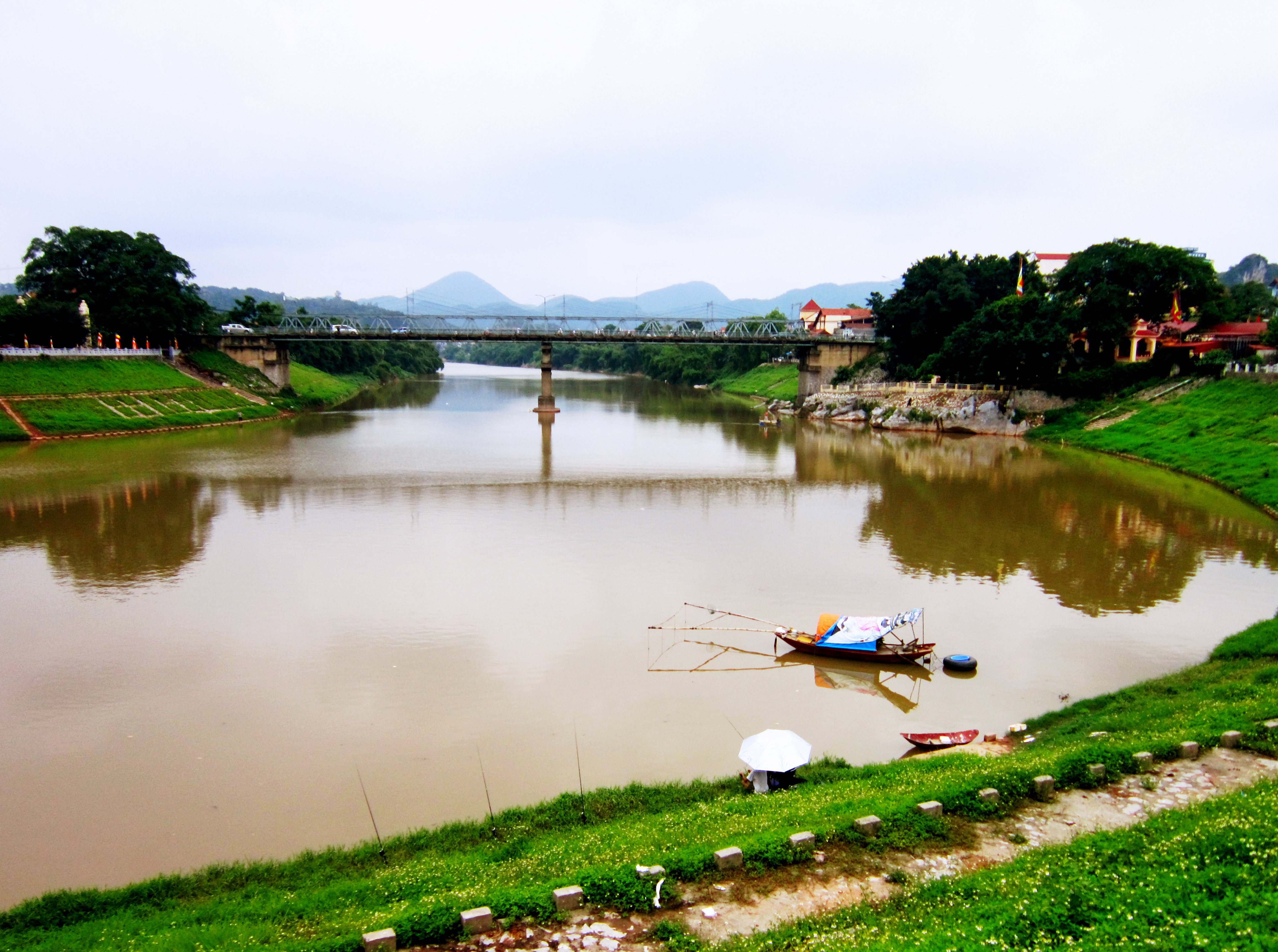
Cầu Kỳ Lừa bắc qua sông Kỳ Cùng
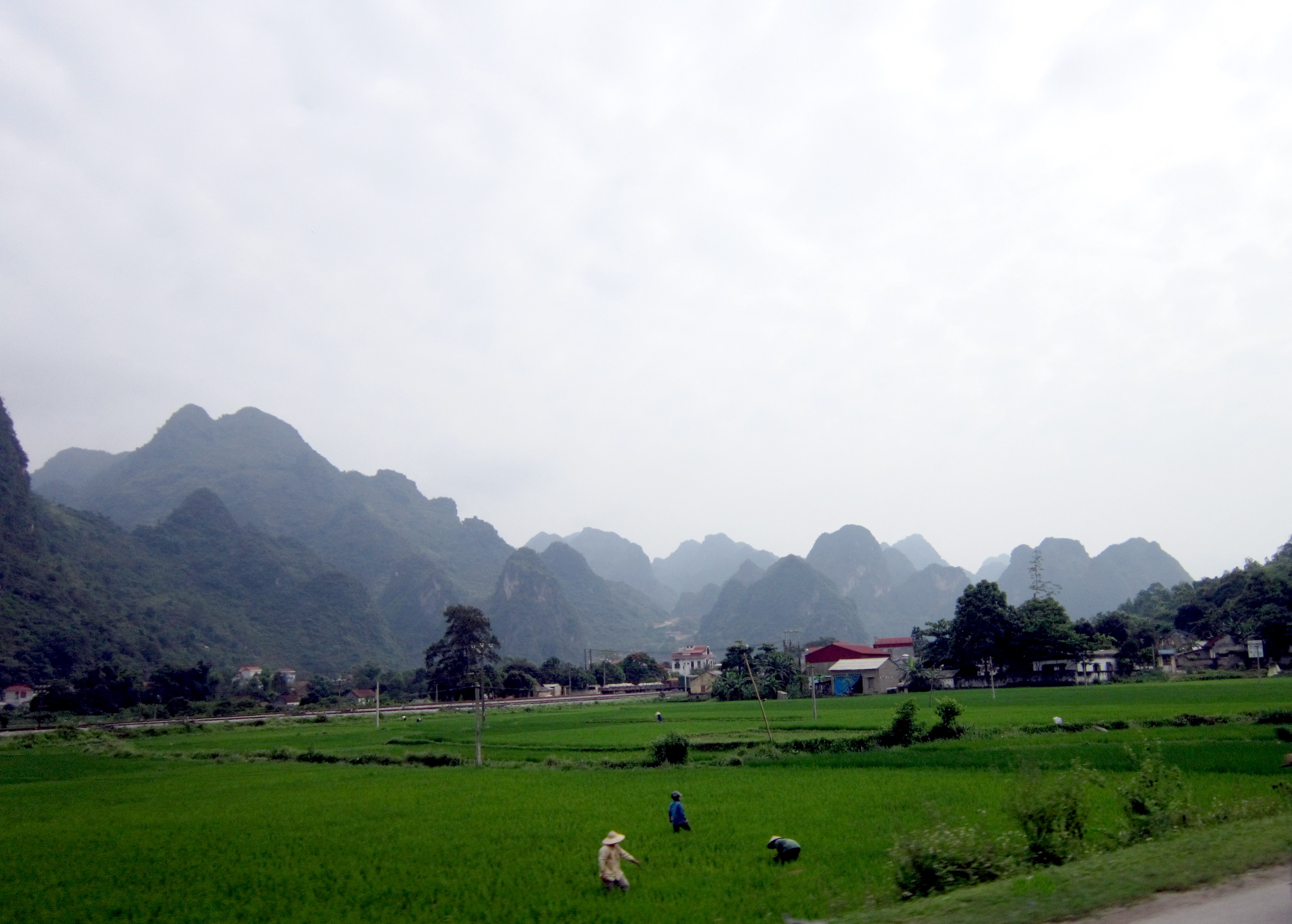
Lúa đã xanh tươi nơi ải Chi Lăng xưa
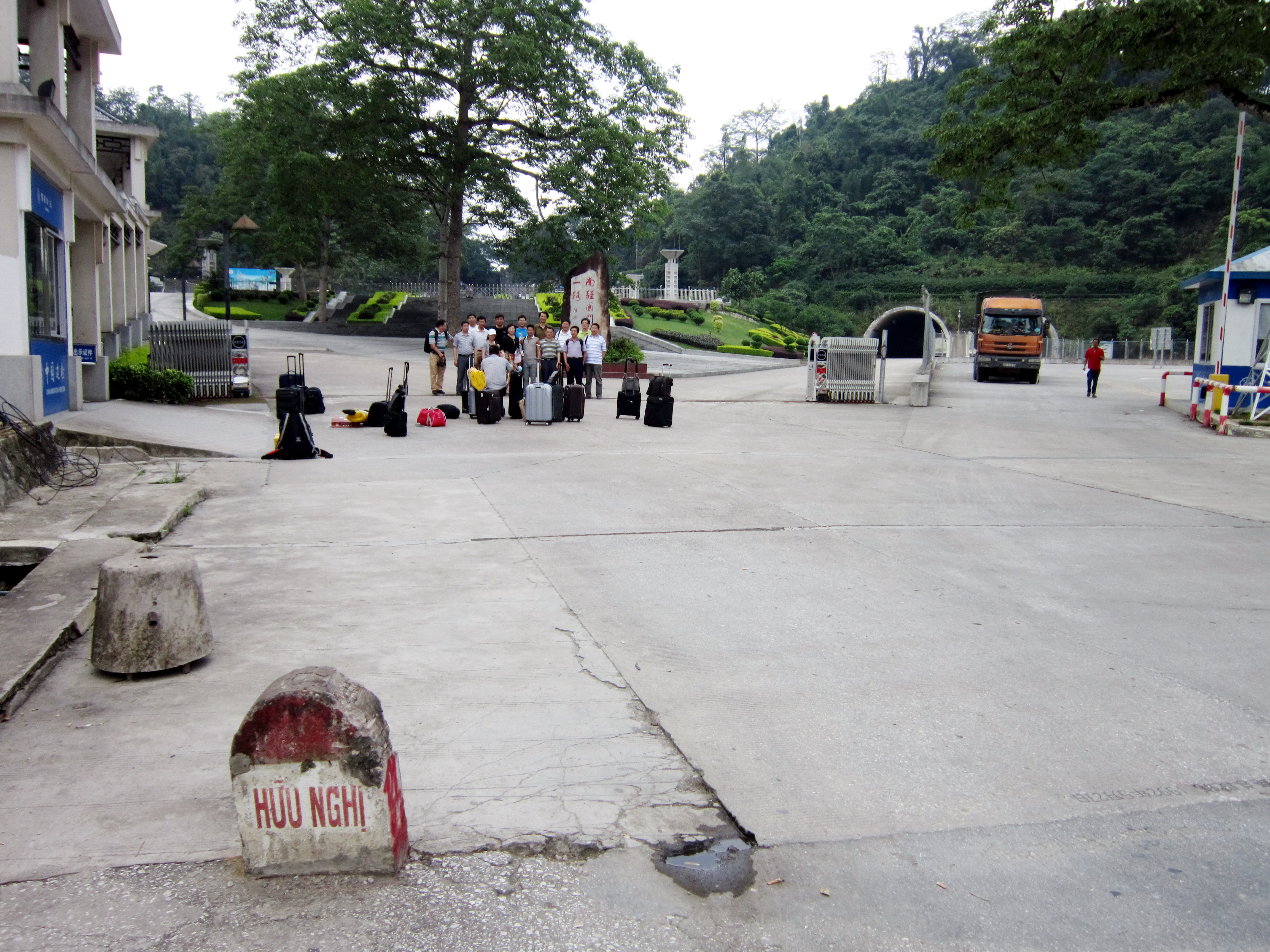
Cây số 0 (km 0) của Quốc lộ 1 đặt tại ranh giới giữa Việt Nam và Trung Quốc
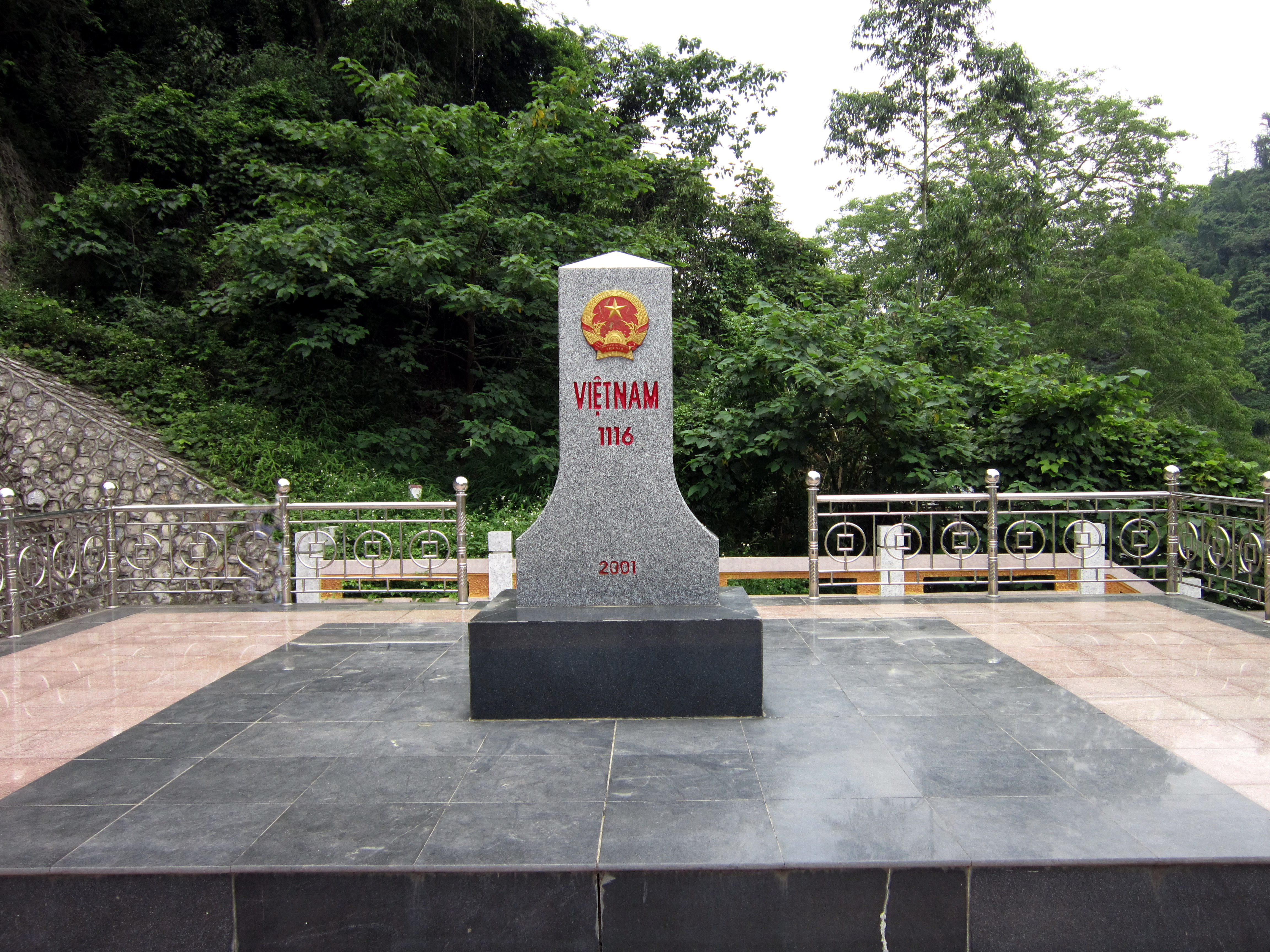
Cột mốc biên giới số 1116 giữa Việt Nam và Trung Quốc tại Hữu Nghị Quan
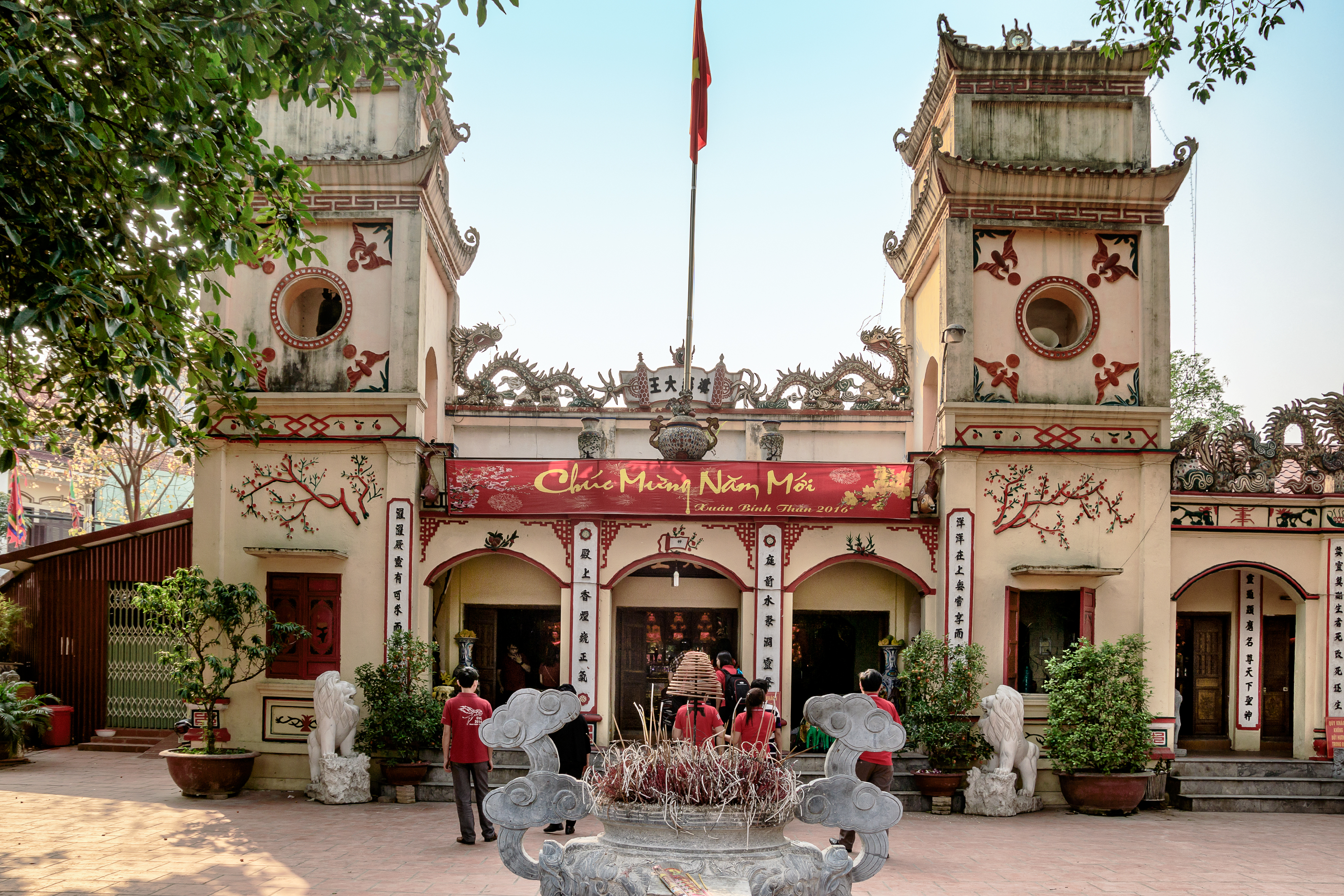
Đền Kỳ Cùng[a].
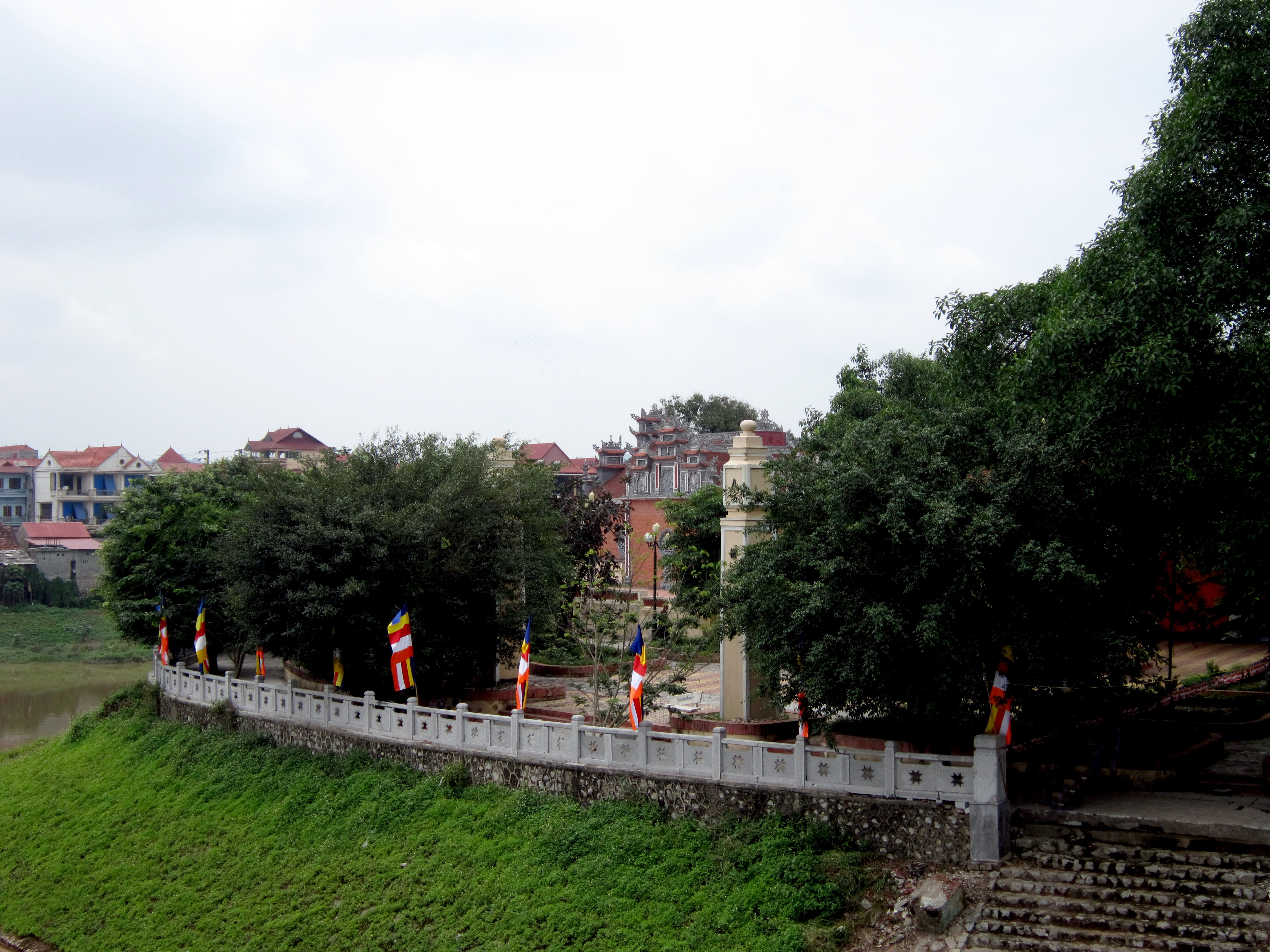
Bến đá Kỳ Cùng [b]